# 庄司中 (大石田町長)
庄司 中（しょうじ あたる、1977年12月31日 - ）は日本の政治家、実業家。山形県大石田町長（1期）。いげたや庄司醸造社長。

## 人物
山形県大石田町出身。
いげたや庄司醸造の5代目主人で後に大石田町長も務めた庄司喜與太の長男として生まれる。
平成2年大石田町立大石田小学校卒、平成5年大石田町立大石田第一中学校卒、平成8年3月山形県立山形東高等学校卒、平成12年3月千葉大学園芸学部生物生産科学科を卒業した。
いげたや庄司醸造を継ぎ、6代目主人となる。楽天市場や横浜高島屋などの催事にも出店。
2023年任期満了に伴う11月5日投開票の大石田町長選挙に出馬。山形県知事の吉村美栄子の応援を受け2,232票を獲得し、現職の村岡藤弥を167票差で破り初当選した。
当選後のあいさつでは「子育て支援、教育、そして奨学金制度をしっかり充実させて子育てするなら大石田呼ばれるようみんなが明るく元気で楽しい町作りにしてゆきます。これからもご支援ご協力よろしくお願いします」と述べた。その後のインタビューでは「子ども3人を育てる父親だからこそできる政治を進めたい。次世代を担う子供たちが誇りを持てる元気な大石田を作るために、子育てや教育に力を入れたい」と話した。このほか観光活性化の一環として大石田の駅待合室や外にあるバス待合所の既存のスペースの活用なども訴えていた。
11月13日初登庁した。